# Torneo Competencia
El Torneo Competencia fue un campeonato oficial de fútbol de primera división organizado por la Asociación Uruguaya de Fútbol.
El certamen se disputó de forma prácticamente anual entre 1934 y 1967, exceptuando casos puntuales. Entre 1985 y 1990 se procuró volverlo a disputar.
El torneo, realizado durante los primeros meses del año, servía como preparación de cara a la disputa del campeonato de Primera División.

## Sistema de disputa
Participaban del torneo por todos los clubes de la Primera División, antes de la disputa del Campeonato Uruguayo, a modo de preparación.
La forma de disputa era por enfrentamiento de todos contra todos. En algunas ediciones los equipos clasificaban a una fase final, a eliminación directa.

## Campeones del Torneo Competencia

### Títulos por año

#### Primera época
| Año           | Campeón        | Resultado     | Subcampeón           | Sede de la final               | Notas                                              |
| ------------- | -------------- | ------------- | -------------------- | ------------------------------ | -------------------------------------------------- |
| 1934 Detalles | Nacional       | 3:0           | Montevideo Wanderers | Estadio Centenario, Montevideo | Primera edición y campeón invicto.                 |
| 1935          | No se disputó  | No se disputó | No se disputó        | No se disputó                  | No se disputó                                      |
| 1936 Detalles | Peñarol        | 2:1           | Sud América          | Estadio Centenario, Montevideo | Campeón invicto.                                   |
| 1937 - 1940   | No se disputó  | No se disputó | No se disputó        | No se disputó                  | No se disputó                                      |
| 1941 Detalles | Peñarol        | Liga          | Nacional             | Formato todos contra todos     | Cambio en el sistema de disputa.                   |
| 1942 Detalles | Peñarol        | Susp.         | Nacional             | Estadio Centenario, Montevideo | Liga: Peñarol (16 pts,+18) y Nacional (16 pts,+18) |
| 1943 Detalles | Peñarol        | Liga          | Rampla Juniors       | Formato todos contra todos     |                                                    |
| 1944 Detalles | Central        | Liga          | Peñarol              | Formato todos contra todos     | Campeón invicto.                                   |
| 1945 Detalles | Nacional       | Liga          | Peñarol              | Formato todos contra todos     | Campeón invicto.                                   |
| 1946 Detalles | Peñarol        | Liga          | Nacional             | Formato todos contra todos     |                                                    |
| 1947 Detalles | Peñarol        | Liga          | Defensor             | Formato todos contra todos     | Campeón invicto.                                   |
| 1948 Detalles | Nacional       | Liga          | Peñarol              | Formato todos contra todos     | Campeón invicto.                                   |
| 1949 Detalles | Peñarol        | Liga          | Nacional             | Formato todos contra todos     | Campeón invicto.                                   |
| 1950 Detalles | Rampla Juniors | Liga          | Peñarol              | Formato todos contra todos     | Campeón invicto.                                   |
| 1951 Detalles | Peñarol        | Liga          | Defensor             | Formato todos contra todos     | Campeón invicto.                                   |
| 1952 Detalles | Nacional       | Liga          | Peñarol              | Formato todos contra todos     |                                                    |
| 1953 Detalles | Peñarol        | Liga          | Nacional             | Formato todos contra todos     |                                                    |
| 1954          | No se disputó  | No se disputó | No se disputó        | No se disputó                  | No se disputó                                      |
| 1955 Detalles | Rampla Juniors | Liga          | Nacional             | Formato todos contra todos     |                                                    |
| 1956 Detalles | Peñarol        | Liga          | Nacional             | Formato todos contra todos     | Campeón invicto.                                   |
| 1957 Detalles | Peñarol        | Liga          | Nacional             | Formato todos contra todos     |                                                    |
| 1958 Detalles | Nacional       | Liga          | Danubio              | Formato todos contra todos     | Campeón invicto.                                   |
| 1959 Detalles | Nacional       | Liga          | Sud América          | Formato todos contra todos     |                                                    |
| 1960          | No se disputó  | No se disputó | No se disputó        | No se disputó                  | No se disputó                                      |
| 1961 Detalles | Nacional       | Liga          | Racing               | Formato todos contra todos     | Campeón invicto.                                   |
| 1962 Detalles | Nacional       | Liga          | Defensor             | Formato todos contra todos     | Campeón invicto.                                   |
| 1963 Detalles | Nacional       | Liga          | Rampla Juniors       | Formato todos contra todos     |                                                    |
| 1964 Detalles | Nacional       | Susp.         | Peñarol              | Estadio Centenario, Montevideo | Liga: Nacional (14 pts,+11) y Peñarol (14 pts,+10) |
| 1965-1966     | No se disputó  | No se disputó | No se disputó        | No se disputó                  | No se disputó                                      |
| 1967 Detalles | Nacional       | Susp.         | Peñarol              | Estadio Centenario, Montevideo | Liga: Nacional (15 pts,+11) y Peñarol (15 pts,+10) |

#### Segunda época
| Año           | Campeón              | Resultado | Subcampeón           | Notas                                                                  |
| ------------- | -------------------- | --------- | -------------------- | ---------------------------------------------------------------------- |
| 1985 Detalles | Progreso             | Liga      | Rampla Juniors       | Primera edición del nuevo torneo, con el mismo formato.                |
| 1986 Detalles | Peñarol              | Liga      | Bella Vista          | Campeón invicto.                                                       |
| 1987 Detalles | Montevideo Wanderers | Liga      | Progreso             |                                                                        |
| 1988 Detalles | Danubio              | Liga      | Peñarol              |                                                                        |
| 1989 Detalles | Nacional             | Liga      | Montevideo Wanderers |                                                                        |
| 1990 Detalles | Montevideo Wanderers | Liga      | Liverpool            | Se dividieron en dos grupos y luego clasificaron a una liguilla final. |

### Títulos por equipo
| Equipo               | Departamento | Campeón | Subcampeón | Años de los campeonatos                                           |
| -------------------- | ------------ | ------- | ---------- | ----------------------------------------------------------------- |
| Peñarol              | Montevideo   | 11      | 6          | 1936, 1941, 1943, 1946, 1947, 1949, 1951, 1953, 1956, 1957, 1986. |
| Nacional             | Montevideo   | 10      | 7          | 1934, 1945, 1948, 1952, 1958, 1959, 1961, 1962, 1963, 1989.       |
| Rampla Juniors       | Montevideo   | 2       | 3          | 1950, 1955.                                                       |
| Montevideo Wanderers | Montevideo   | 2       | 2          | 1987, 1990.                                                       |
| Progreso             | Montevideo   | 1       | 1          | 1985.                                                             |
| Danubio              | Montevideo   | 1       | 1          | 1988.                                                             |
| Central Español (*)  | Montevideo   | 1       | -          | 1944.                                                             |
| Defensor Sporting    | Montevideo   | -       | 3          | -                                                                 |
| Sud América          | Montevideo   | -       | 2          | -                                                                 |
| Racing               | Montevideo   | -       | 1          | -                                                                 |
| Bella Vista          | Montevideo   | -       | 1          | -                                                                 |
| Liverpool            | Montevideo   | -       | 1          | -                                                                 |

(*): (Incluye Central Football Club)

## Estadísticas

### Tabla histórica de puntos
| Pos | Club              | Temp. | PJ  | PG  | PE | PP  | GF  | GC  | Dif. | Puntos | Títulos |
| --- | ----------------- | ----- | --- | --- | -- | --- | --- | --- | ---- | ------ | ------- |
| 1   | Peñarol           | 31    | 304 | 204 | 53 | 47  | 767 | 317 | +450 | 665    | 11      |
| 2   | Nacional          | 31    | 304 | 195 | 59 | 50  | 730 | 347 | +383 | 644    | 10      |
| 3   | Defensor Sporting | 31    | 298 | 117 | 78 | 103 | 474 | 472 | +2   | 429    | –       |
| 4   | Rampla Juniors    | 27    | 255 | 106 | 61 | 88  | 443 | 388 | +55  | 379    | 2       |
| 5   | Wanderers         | 29    | 285 | 94  | 82 | 109 | 405 | 464 | -59  | 364    | 2       |
| 6   | Danubio           | 22    | 227 | 83  | 66 | 78  | 331 | 323 | +8   | 315    | 1       |
| 7   | Central Español   | 22    | 219 | 71  | 59 | 89  | 324 | 361 | -37  | 272    | 1       |
| 8   | Liverpool         | 25    | 247 | 65  | 61 | 121 | 340 | 483 | -143 | 256    | –       |
| 9   | River Plate       | 21    | 208 | 66  | 53 | 89  | 292 | 347 | -55  | 251    | –       |
| 10  | Cerro             | 23    | 237 | 58  | 59 | 120 | 301 | 437 | -136 | 233    | –       |
| 11  | Sud América       | 18    | 168 | 51  | 41 | 76  | 224 | 315 | -91  | 194    | –       |
| 12  | Racing            | 16    | 142 | 40  | 36 | 66  | 209 | 263 | -54  | 156    | –       |
| 13  | Progreso          | 8     | 96  | 31  | 26 | 39  | 104 | 149 | -45  | 119    | 1       |
| 14  | Bella Vista       | 12    | 125 | 27  | 31 | 67  | 130 | 227 | -97  | 112    | –       |
| 15  | Huracán Buceo     | 6     | 72  | 23  | 25 | 24  | 80  | 79  | +1   | 94     | –       |
| 16  | Fénix             | 9     | 86  | 16  | 18 | 52  | 93  | 192 | -99  | 66     | –       |
| 17  | Miramar Misiones  | 7     | 69  | 13  | 16 | 40  | 71  | 144 | -73  | 55     | –       |
| 18  | Rentistas         | 2     | 26  | 5   | 12 | 9   | 23  | 31  | -8   | 27     | –       |

Fuente: Competiciones Uruguay

### Otras estadísticas

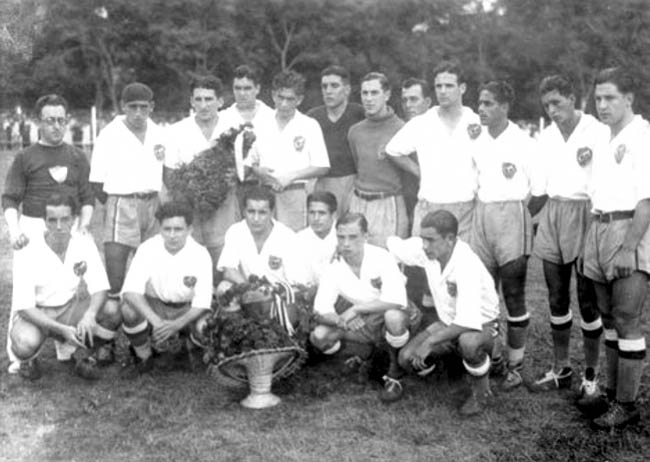
Equipo de Nacional campeón de la primera edición del Torneo Competencia en 1934.

- Mayor goleada registrada:
  -  Nacional 11–2  Progreso en 1946.
  -  Peñarol 11–2  Fénix en 1952.